# 普里博恩
普里博恩（德語：Priborn）是德国梅克伦堡-前波美拉尼亚州的市镇，隶属于梅克伦堡湖区县。总面积为15.41平方千米，截至2023年12月31日总人口为354人。